# Prey (datorspel, 2017)
Prey är en förstapersonsskjutare och survival horror-datorspel utvecklat av Arkane Studios och utgivet av Bethesda Softworks den 5 maj 2017 till Microsoft Windows, Playstation 4 och Xbox One.
I Prey kontrollerar spelaren Morgan Yu när denne utforskar rymdstationen Talos I, som ligger i omloppsbana runt jorden och månen L2, där man utför forskning kring ett fientligt utomjordiskt kollektiv vid namn Typhon. Då Typhon flyr från sin fångenskap använder spelaren en mängd olika vapen och förmågor härrörande från Typhon för att undvika att bli dödad av utomjordingarna,samtidigt som Morgan Yu letar efter ett sätt att fly från stationen. Spelaren får tillgång till områden på stationen genom att förvärva viktiga objekt och förmågor, så att spelaren kan utforska stationen helt i en öppen spelvärld.
Prey är en uppföljare till det ursprungliga Prey-spelet från 2006, och tillkännagavs och utvecklades tidigare av Human Head Studios strax efter det ursprungliga spelets lansering. När rättigheterna överfördes från 3D Realms till Bethesda hamnade spelet i development hell, och blev annullerat av Bethesda 2014. Bethesda tillkännagav Prey som en nyversion av det ursprungliga spelet på E3 2016, där Austin-studion inom Arkane Studios ansvarade för spelets utveckling.

## Rollista
- Tim Kang – Manlig röst till Morgan Yu / January
- Sumalee Montano – Kvinnlig röst till Morgan Yu / January
- Benedict Wong – Alex Yu
- Ike Amadi – Dr. Dayo Igwe
- Eliza Schneider – Mikhaila Ilyushin
- Mae Whitman – Danielle Sho
- Iris Bahr – Sarah Elazer
- Walton Goggins – Aaron Ingram
- Ilia Volok – Luka Golubkin
- Steve Blum – Walther Dahl
- Elya Baskin – Yuri Andronov
- Enn Reitel – Dr. Lorenzo Calvino
- Stephen Russell – Dr. Sylvian Bellamy
- Dino Andrade – Kaspar
- Cerris Morgan-Moyer – Skillet
- James Hong – William Yu